# Papiro 68
El Papiro 68 (en la numeración Gregory-Aland) designado como {\displaystyle {\mathfrak {P}}}68, es una copia antigua de una parte del Nuevo Testamento en griego. Es un manuscrito en papiro de la Primera epístola a los corintios y contiene la parte de Corintios 4:12-17; 4:19-5:3. Ha sido asignado paleográficamente a los siglos VI y VII.
El texto griego de este códice es mixto. Kurt Aland la designó a la Categoría III de los manuscritos del Nuevo Testamento.
Este documento se encuentra en la Biblioteca Nacional Rusa (Gr. 258B), en San Petersburgo.